# Port lotniczy In Amnas
Port lotniczy In Amnas (IATA: IAM, ICAO: DAUZ) – port lotniczy położony w In Amnas, w prowincji Illizi, w Algierii.

## Kierunki lotów i linie lotnicze
| Linia Lotnicza | Kierunek                                   |
| -------------- | ------------------------------------------ |
| Air Algerie    | 1. Algier 2. Hasi Masud 3. Oran 4. Ouargla |